# Boris A. Novak

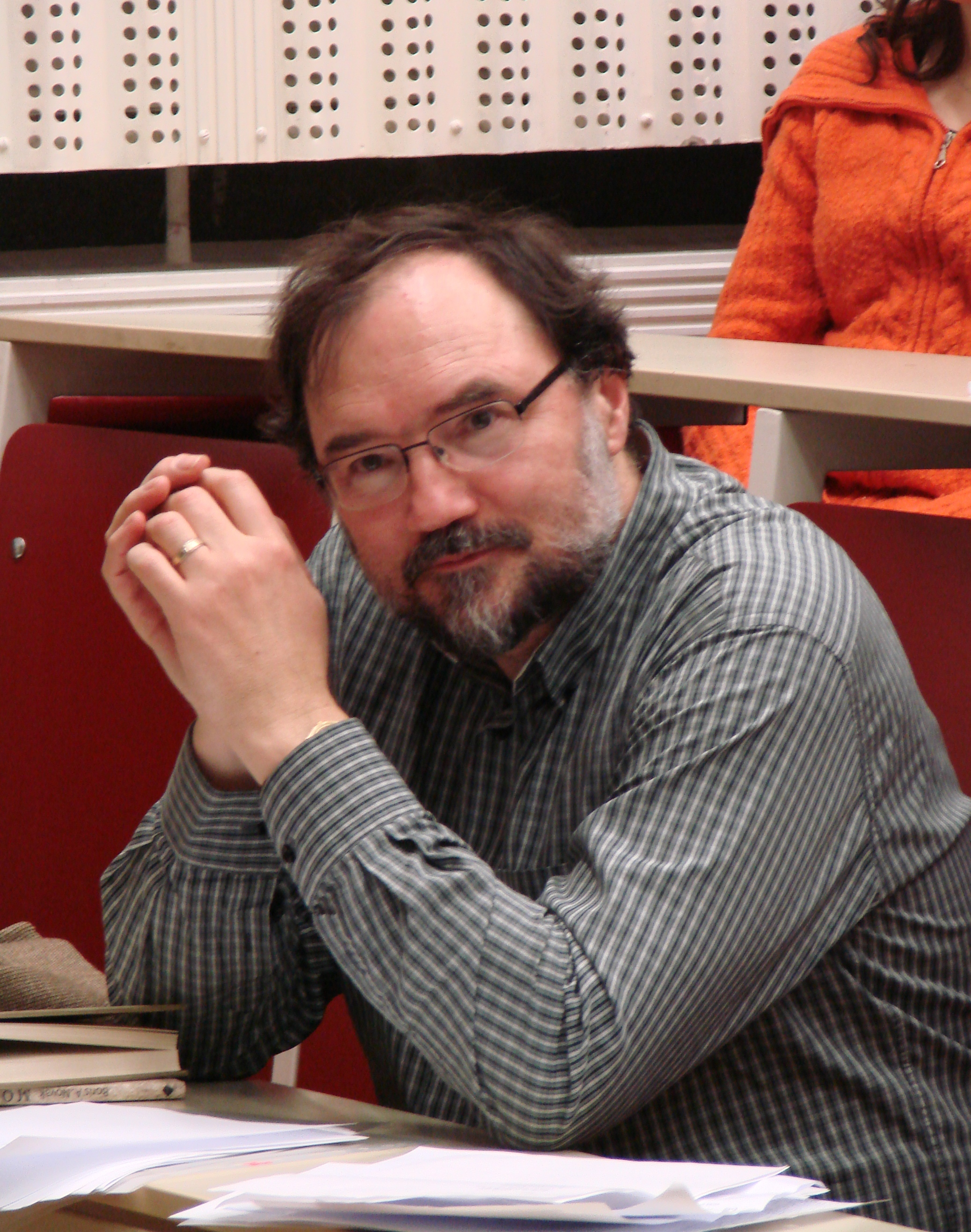
Boris A. Novak

Boris A. Novak (* 3. Dezember 1953 in Belgrad, FVRJ) ist ein slowenischer Dichter, Dramatiker, Übersetzer und Literaturwissenschaftler.

## Leben und Werk
Boris A. Novak verbrachte seine Kindheit in Belgrad und zog 1968 mit seiner Familie nach Ljubljana. Dort maturierte er und schloss 1978 sein Studium der Vergleichenden Literaturwissenschaft und Philosophie an der Philosophischen Fakultät der Universität Ljubljana ab. 1980–1986 arbeitete er als Dramaturg am Slowenischen Nationaltheater in Ljubljana. 1988/89 absolvierte er ein Postdiplomstudium in den USA. 1996 promovierte er über die Rezeption romanischer Gedichtformen in der slowenischen Dichtung, 2002 wurde er außerordentlicher Professor für vergleichende Literaturwissenschaft und Literaturtheorie, 2007 ordentlicher Professor an der Philosophischen Fakultät in Ljubljana. Seit 2017 ist Novak assoziiertes Mitglied der Slowenischen Akademie der Wissenschaften und Künste, seit 2020 korrespondierendes Mitglied der Kroatischen Akademie der Wissenschaften und Künste.
Bereits in den 1970er-Jahren zählte Novak zu den slowenischen Intellektuellen, die sich für eine Demokratisierung Jugoslawiens einsetzten. Nach seiner Tätigkeit als Dramaturg am Slowenischen Nationaltheater in Ljubljana war er einige Jahre Herausgeber der Literaturzeitschrift für Kinder Kurirček [Der kleine Kurier]. Zudem war er zwischen 1991 und 1996 Redakteur des Kinderliteraturprogramms des Slowenischen Staatsverlags (DZS). Novak war eines der Gründungsmitglieder der Literaturzeitschrift Nova revija und nach der inkriminierten Nr. 57 (1987) für einige Jahre deren Chefredakteur.
Von 1991 bis 1996 war Novak Vorsitzender des slowenischen PEN-Clubs und von 1994 bis 2000 Vorsitzender des Komitees Autoren für den Frieden des internationalen PEN-Clubs. In diesen beiden Funktionen setzte er sich aktiv für humanitäre Hilfe für Geflüchtete aus den Jugoslawienkriegen sowie im Speziellen für Schriftsteller aus dem zerstörten Sarajevo ein. Seine Gedanken zu den Jugoslawienkriegen verarbeitete er im Versdrama Kasandra, das 2001 erschien. Seit 2002 ist er einer der Vizepräsidenten des internationalen PEN-Clubs. Novak trat in der Vergangenheit zudem für die Rechte von Minderheiten in Slowenien ein, beispielsweise der jugoslawischen Staatsbürger aus anderen Teilrepubliken, die nach der Unabhängigkeit Sloweniens aus den Melderegistern gestrichen wurden und nun mehr staatenlos waren oder der Volksgruppe der Roma.
Das literarische Opus von Boris A. Novak ist sehr umfangreich und umfasst insbesondere Lyrik, aber auch Prosawerke, Dramen und Theaterstücke für Kinder. Seine Lyrik ist vom Spiel mit der Sprache geprägt, was sich auf der ästhetischen, der klanglichen und der Bedeutungsebene ausdrückt, wobei das Motiv des dichterischen Schaffens eine prominente Rolle spielt. Sein dichterisches Opus magnus Vrata nepovrata ("Die Tür der Nicht-Wiederkehr"), ein monumentales Versepos in drei Bänden mit mehr als 2.300 Seiten und 43.000 Versen steht monolithisch in der slowenischen Literatur. So schreibt Janez Vrečko im Geleitwort zum dritten Band Bivališča duš ("Aufenthaltsorte der Seelen"): „Während in den Landkarten des Heimwehs [Zemljevidi domotožja] die Poetisierung verschiedener Orte und ihrer emotionalen und symbolischen Tiefe im Vordergrund steht und in Die Zeit der Väter [Čas očetov] die Mythologisierung der Erinnerung an Helden und Antihelden, insbesondere an Vorfahren, Verwandte, familiäre und persönliche Freunde vorherrscht, ist für Aufenthaltsorte der Seelen die narrationsbildende Poetik bezeichnend, die im Erzählen das Wesen der Geschichte und die oberste Kategorie der Erinnerung des Menschen, seines Bewusstseins und Geistes erkennt.“
Als Persönlichkeit des öffentlichen Lebens war und ist Novak an verschiedenen Formen des Protests gegen herrschende Zustände beteiligt. 2013 bewirkte der durch ihn initiierte Ausschluss Janez Janšas aus dem Slowenischen PEN-Zentrum den Austritt mehrerer Mitglieder, darunter Drago Jančar, Boris Pahor, Feri Lainšček, Alojz Rebula in Jože Snoj. Sein zusammen mit Vlado Žabot und Draga Potočnjak verfasster „Kulturbrief“ über die Verhältnisse unter der Regierung Janez Janšas führte zu Kontroversen innerhalb des Slowenischen Schriftstellerverbands.
Novaks 2022 erschienener Gedichtband Svoboda je glagol („Freiheit ist ein Verb“) referiert im Titel auf eines seiner Gedichte, das gleichsam zur Hymne der slowenischen Protestbewegung wurde. Er vereinigt Gedichte über Widerstand, Tod und Vergehen zu einer emanzipatorischen Dichtung über eine Zeit des Umbruchs und des Kampfes.
Novak übersetzt zudem Literatur und Lyrik aus verschiedenen Sprachen u. a. dem Französischen, Provenzalischen, Englischen, Spanischen, Deutschen, Niederländischen und Bosnischen/Kroatischen/Serbischen ins Slowenische. So übersetzte er u. a. Werke von Stéphane Mallarmé (1989), Paul Valéry (1992), Josip Osti (1992), Paul Verlaine (1996, 2000), Edmond Jabès (1996) und Seamus Heaney (1997). 2001 veröffentlichte er eine über 800-seitige Anthologie moderner französischer Lyrik und 2003 die erste Anthologie provenzalischer Troubadoure im Slowenischen. Zudem übersetzte er Lyrik des flämischen Avantgardisten Paul van Ostaijen und einen Roman der flämischen Schriftstellerin Monika van Paemel. Mit letzterer gründete er 1998 auch den Verein der Freunde Lipicas (Društvo prijateljev Lipice), der sich für den Schutz der Lipizzaner im traditionellen Gestüt im slowenischen Karst einsetzt.

## Werke

### Gedichtbände
- 1977: Stihožitje. Ljubljana: Državna založba Slovenije.
- 1981: Hči spomina. Ljubljana: Mladinska knjiga.
- 1983: 1001 stih. Ljubljana: Državna založba Slovenije.
- 1984: Kronanje. Ljubljana: Mladinska knjiga.
- 1991: Stihija. Ljubljana: Založba obzorja.
- 1995: Mojster nespečnosti. Ljubljana: Mladinska knjiga.
- 1999: Alba. Ljubljana: Mladinska knjiga.
- 2000: Odmev. Ljubljana: Cankarjeva založba.
- 2003: Žarenje. Ljubljana: Nova revija.
- 2005: Obredi slovesa. Ljubljana: Študentska založba.
- 2006: Dlaneno platno: Izbrane pesmo. Ljubljana: Mladinska knjiga.
- 2007: MOM: Mala Osebna Mitologija. Ljubljana: Cankarjeva založba.
- 2010: Satje (verfasst zwischen 1975 und 1976). Novo mesto: Goga.
- 2013: Definicije (verfasst zwischen 1973 und 1975). Novo mesto: Goga.
- 2014: Zemljevidi domotožja (1. Teil der Reihe „Vrata nepovrata“). Novo mesto: Goga.
- 2015: Čas očetov (2. Teil der Reihe „Vrata nepovrata“). Novo mesto: Goga.
- 2017: Bivališča duš (3. Teil der Reihe „Vrata nepovrata“). Novo mesto: Goga.
- 2020: Lunin koledar. Praznična pesniška pratika. Novo mesto: Goga.
- 2022: Svoboda je glagol. Novo mesto: Goga.

### Lyrik für Kinder
- 1981: Prebesedimo besede!. Ljubljana: Partizanska knjiga.
- 1984: Domišljija je povsod doma. Ljubljana: Partizanska knjiga.
- 1989: Periskop. Ljubljana: Partizanska knjiga
- 1995: Blabla: igre za male in velike tigre. Ljubljana: DZS.
- 1997: Zarja časa. Ljubljana: Narodna galerija.
- 1999: Čarovnije sveta. Ljubljana: Mladinska knjiga.
- 2004: Kako rastejo stvari. Ljubljana: Prešernova družba
- 2012: Vserimje. Ljubljana: Mladinska knjiga.

### Dramen (Auswahl)
- 1988: Vojaki zgodovine. Maribor: Založba obzorja.
- 1988: Hiša iz kart. Maribor: Založba obzorja.
- 2001: Casandra. Maribor: Litera.
- 2006: Lipicanci gredo v Strasbourg. Maribor: Litera.
- 2008: Knjiga je čevelj. Maribor: Litera.

### Wissenschaftliche Monographien
- 1995: Oblika, ljubezen jezika: recepcija romanskih pesniških oblik v slovenski poezije. Maribor: Založba Obzorja.
- 1997: Po-etika forme. Ljubljana: Cankarjeva založba.
- 1997: Simbolistična lirika. Ljubljana: DZS.
- 2001: Minipoetika. Ljubljana: Rokus.
- 2004: Sonet. Ljubljana: DZS (Klasje).
- 2005: Zven in pomen: študije o slovenskem pesniškem jeziku. Ljubljana: Znanstveni inštitut Filozofske fakultete (Razprave).
- 2007: Pogledi na francoski simbolizem. Ljubljana: Študentska založba.
- 2011: Salto immortale: študije o prevajanju poezije. Prva knjiga. Ljubljana: Znanstveno-raziskovalni  center SAZU in Društvo slovenskih književnih prevajalcev.
- 2022: Spomin jezika, jezik spomina. Študije o pesniškem jeziku. Ljubljana: Založba Univerze.

### Übersetzungen ins Deutsche (Auswahl)
- Der Meister der Schlaflosigkeit. Übersetzt von Klaus Detlef Olof. In: Miladinović Zalaznik, Mira (Hg.): Begegnungen. Ljubljana: Nova revija 1995, 140-143.
- Bericht über die humanitäre Tätigkeit des slowenischen PEN-Zentrums im Sarajevo-Komitee des Internationalen PEN von Oktober 1991 bis November 1994. Übersetzt von Klaus Detlef Olof. In: Miladinović Zalaznik, Mira (Hg.): Begegnungen. Ljubljana: Nova revija 1995, 334-340.
- Belgrad, mein Belgrad. Übersetzt von Maja Krstič. In: Rütten, Ursula (HG.) Belgrad, mein Belgrad. Hamburg: Rotbuch-Verlag, 1998, 38-48.

## Auszeichnungen (Auswahl)
- 1984: Preis der Prešeren-Stiftung für den Gedichtband Stihožitje.
- 1990: Sovre-Preis für seine Gedichtübersetzungen von Stéphane Mallarmé.
- 1995: Jenko-Preis für die gedichtsammlung Mojster nespečnosti [der Meister der Schlaflosigkeit].
- 1998: Goldenes Emblem der Slowenischen Akademie der Wissenschaften und Künste für die Dissertation über die Rezeption romanischer Gedichtformen in der slowenischen Dichtung Oblika, ljubezen jezika: recepcija romanskih pesniških oblik v slovenski poezije.
- 1998: Eintragung des Kinderbuchs Mala in velika luna auf der IBBY Honour List.
- 2008: Ritterorden des Ordre des Palmes Académiques
- 2010: Velenjica-Preis (Velenjica - čaša nesmrtnosti) für sein dichterisches Opus der letzten 10 Jahre
- 2011: Ritterorden des Ordre des arts et des lettres
- 2017: Veronika-Preis für Vrata nepovrata.
- 2018: Prešeren-Preis für sein Lebenswerk
- 2019: Levstik-Preis